# ثباتو (مقاطعة فسا)
ثباتو (بالفارسية: ثباتو) هي قرية تقع في قسم صحرارود الريفي في إيران. يقدر عدد سكانها بـ 26 نسمة بحسب إحصاء 2016.